# Żedienowka
Żedienowka (ros. Жеденовка) – wieś (ros. село, trb. sieło) w zachodniej Rosji, w sielsowiecie kalinowskim rejonu chomutowskiego w obwodzie kurskim.

## Geografia
Miejscowość położona jest 5 km od centrum administracyjnego sielsowietu kalinowskiego (Kalinowka), 7 km od centrum administracyjnego rejonu (Chomutowka), 114 km od Kurska.
W granicach miejscowości znajduje się 151 posesji.

## Demografia
W 2010 r. miejscowość zamieszkiwało 216 osób.